# 허준석
허준석(1982년 6월 11일 ~ )은 대한민국의 배우이다.
부산에서 태어난 후, 서경대학교 연극영화학 학사와, 동국대학교 대학원 연극학과 예술학 석사 과정을 마쳤다. 2002년 연극배우 첫 데뷔한 그는 2008년 뮤지컬 활동하다가 2009년 SBS 탤레비전 배우 활동으로 시작하였다.

## 학력
- 서경대학교 연극영화학 학사
- 동국대학교 대학원 연극학과 예술학 석사

## 출연작

### 드라마
- 2025년 Disney+ 오리지널 드라마 《트리거》 … 황진우 역
- 2025년 SBS 금토드라마 《나의 완벽한 비서》 ... 정원 역
- 2024년 JTBC 토일드라마 《옥씨부인전》 … 송병근 역
- 2024년 Netflix 오리지널 드라마 《경성크리처 시즌 2》 … 권용길 역
- 2024년 tvN 토일드라마 《감사합니다》 … 채종우 역
- 2023년 ENA 월화드라마 《사랑한다고 말해줘》 … 홍기현 역
- 2021년 SBS 월화드라마 《그 해 우리는》 ... 방이훈 역
- 2021년 OCN 토일드라마 《키마이라》 ... 고광수 역
- 2021년 JTBC 수목드라마 《시지프스 : the myth》 ... 한태산 역
- 2020년 Netflix 오리지널 드라마  《스위트홈》 ... 신중섭 역
- 2019년 JTBC 금토드라마 《멜로가 체질》 ... 서동기 역
- 2018년 SBS 주말특별기획 《운명과 분노》 ... 김창수 역
- 2017년 SBS 드라마스페셜 《이판사판》 ... 하영훈 역
- 2017년 SBS 드라마스페셜 《당신이 잠든 사이에》 ... 동균 역
- 2017년 SBS 드라마스페셜 《수상한 파트너》 ... 우희규 역
- 2016년 네이버TV 웹드라마 《긍정이 체질》 ... 노승보 역
- 2016년 KBS2 월화드라마 《뷰티풀 마인드》 ... 홍일범 역
- 2016년 SBS 드라마스페셜 《딴따라》 ... 김주한 역
- 2016년 SBS 주말특별기획 《미세스 캅 2》 ... 조재필 역
- 2016년 네이버TV 웹드라마 《목격자》 ... 사장 역
- 2016년 SBS 특집드라마 《퍽》 ... 술취한 남자 역
- 2015년 SBS 특집드라마 《너를 노린다》
- 2015년 SBS 월화드라마 《육룡이 나르샤》 ... 대근 역
- 2015년 OCN 토요드라마 《실종느와르 M》 ... PD 역
- 2015년 SBS 드라마스페셜 《냄새를 보는 소녀》 ... 강상문 역
- 2015년 KBS2 단막극 《KBS 드라마 스페셜 - 가만히 있으라》 ... 장기웅 역
- 2015년 SBS 설특집 2부작드라마 《내일을 향해 뛰어라》
- 2014년 TV조선 주말드라마 《최고의 결혼》 ... 김준영 역
- 2014년 SBS 드라마스페셜 《쓰리 데이즈》 ... 김영환 역
- 2013년~2014년 SBS 드라마스페셜 《별에서 온 그대》 ... 조감독 역
- 2013년~2014년 SBS 주말 특별기획 드라마 《세 번 결혼하는 여자》 ... 정수 역
- 2013년 KBS2 단막극 《KBS 드라마 스페셜 - 끈질긴 기쁨》 ... 형석 역
- 2013년 SBS 드라마 스페셜 《주군의 태양》 ... 이우진을 죽인 범인 역
- 2012년 SBS 월화드라마 《드라마의 제왕》 ... 한강욱 역
- 2012년 SBS 드라마스페셜 《유령》 ... 정동윤 역
- 2012년 SBS 월화드라마 《추적자 THE CHASER》 ... 타이어 대조해보는 남자 역
- 2012년 SBS 주말극장 《맛있는 인생》 ... 태곤 역
- 2011년 SBS 대기획 《뿌리깊은 나무》 ... 끝수 역
- 2010년~2011년 SBS 월화드라마 《괜찮아, 아빠딸》 ... 웨이터 역
- 2010년 SBS 월화드라마 《닥터 챔프》 ... 김경우 역
- 2010년 SBS 대하드라마 《자이언트》
- 2010년 SBS 주간드라마 《사랑의 기적》 ... 날치 역
- 2010년 SBS 드라마 스페셜 《검사 프린세스》 ... 문영호 역
- 2010년 SBS 월화드라마 《오! 마이 레이디》 ... 최태구 역
- 2010년 SBS 드라마스페셜 《산부인과》 ... 김이영의 남편 역
- 2010년 SBS 대기획 《제중원》
- 2009년 SBS 월화드라마 《천사의 유혹》
- 2009년 SBS 월화드라마 《드림》

### 영화
- 개봉 미정 《너는 결코 서둘지 말라》 ... 형주 역
- 개봉 미정 《헤이는》
- 2025년 《백수아파트》 ... 노숙자 역 (우정출연)
- 2024년 《결혼, 하겠나?》 ... 김태용 역
- 2023년 《귀공자》 ... 강 변호사 역
- 2023년 《찬란한 나의 복수》 ... 류이재 역
- 2022년 《고속도로 가족》 ... 유치장사내 역
- 2021년 《기적》 ... 박상기 역
- 2021년 《어른들은 몰라요》 ... 준석 역
- 2020년 《침입자》 ... 주 형사 역
- 2019년 《시동》 ... 동대문 역
- 2019년 《극한직업》 ... 정실장 역 (첫 천만영화)
- 2018년 《창궐》 ... 살수 역
- 2018년 《박화영》 ... 경찰 1 역
- 2018년 《홈》 ... 강원재 역
- 2018년 《바람 바람 바람》 ... 노인대학 선생님 역
- 2017년 《애드립》 (단편 영화) ... 우진 역
- 2016년 《그물》 ... 북한사진기자 3 역
- 2016년 《사냥》 ... 김 경장 역
- 2016년 《글로리데이》 ... 폭력남 역
- 2015년 《거짓말》 ... 운전면허학원 강사 역
- 2015년 《스물》 ... 범수 역
- 2014년 《기술자들》 ... 형사2 역
- 2014년 《나의 독재자》 ... 신경외과 의사 역
- 2014년 《두근두근 내 인생》 ... 승찬 역
- 2014년 《스톤》 ... 천수 역
- 2014년 《몬스터》 ... 철거반장 역
- 2013년 《메리 크리스마스》
- 2013년 《집으로 가는 길》 ... 수재 역
- 2013년 《힘내세요, 병헌씨》 ... 승보 역
- 2012년 《피에타》 ... 자살남 역
- 2012년 《공모자들》 ... 프롤로그 남 역
- 2012년 《밀월도 가는 길》 ... 재호 역
- 2011년 《미성년》
- 2011년 《애정만세》 ... 진철 역
- 2010년 《나쁜 교육》
- 2009년 《아버지의 이름으로》

### 뮤지컬, 연극
- 2008년 《화성에서 꿈꾸다》
- 2008년 《챗온러브》
- 2008년 《낮술을 마시며 별은 헤매다》